# Nidularium azureum
Nidularium azureum är en gräsväxtart som först beskrevs av Lyman Bradford Smith, och fick sitt nu gällande namn av Elton Martinez Carvalho Leme. Nidularium azureum ingår i släktet Nidularium och familjen Bromeliaceae. Inga underarter finns listade i Catalogue of Life.